# Гонсалу Фею
Гонсалу Фею (порт. Gonçalo Feio, нар. 17 січня 1990, Лісабон) — португальський футбольний тренер. З 2024 року очолює тренерський штаб команди «Легія». Як тренер — володар Кубка Польщі.

## Кар'єра тренера
Гонсалу Фею як футболіст грав лише в юнацьких командах, і ще під час навчання в університеті перебрався до Польщі, де вже у 20 років розпочав працювати в юнацьких командах варшавської «Легії», а в 2014—2015 роках працював асистентом головного тренера клубу.
У 2016 році португальський тренер перейшов на роботу до краківської «Вісла» (Краків), де в 2016—2018 роках працював тренером юнацької команди та асистентом головного тренера. У 2019 році Фею працював асистентом головного тренера грецької команди «Ксанті». У 2020 році тренер повернувся до Польщі, та з 2020 до 2022 року працював асистентом головного тренера клубу «Ракув».
У 2022 році Гонсалу Фею отримав можливість здобути досвід самостійної тренерської роботи, очоливши польський клуб «Мотор» (Люблін), під час роботи в якому потрапив у скандал, коли після час матчу кинув у президента клубу гострий предмет, після чого президент із кровотечею з брови потрапив до лікарні. Фею був оштрафований, а також отримав дискваліфікацію терміном на 1 рік, з вікладенням виконання терміном на 2 роки. У люблінському клубі португальський тренер працював до 2024 року.
У 2024 році Гонсалу Фею очолив тренерський штаб варшавської «Легії». Уже в перший рік на новій посаді португальський тренер привів «Легію» до перемоги в розіграші Кубка Польщі.

## Титули і досягнення

### Як тренера
- Володар Кубка Польщі (1):

«Легія»: 2024–2025